# Subsidieveiling Belgische gascentrales
De veiling van gascentrales was in België eind 2021 een veiling van gascentrales.

## Achtergrond
Door de geplande sluiting van de Belgische kerncentrales, moet er voorzien worden in reservecapaciteit.

## Kandidaten
Gebaseerd op cijfers van De Tijd
| Locatie        | Uitbater    | Vergunning verleend?                  | Vermogen | Resultaat tender Y-4? |
| -------------- | ----------- | ------------------------------------- | -------- | --------------------- |
| Manage         | Eneco       | Nee                                   | 840 MW   | Nee                   |
| Tessenderlo    | Tessenderlo | Nee, beroep bij de Vlaamse Overheid   | 900 MW   | Nee                   |
| Les Awirs      | ENGIE       | Ja                                    | 870 MW   | Ja, geselecteerd      |
| Vilvoorde      | ENGIE       | Nee, beroep bij de Vlaamse Overheid   | 870 MW   | Nee                   |
| Amercoeur      | ENGIE       | Nee                                   | 320 MW   | Niet ingediend        |
| Seraing        | Luminus     | Ja                                    | 870 MW   | Ja, geselecteerd      |
| Gent           | Luminus     | Ja                                    | 235 MW   | Niet ingediend        |
| Dilsen-Stokkem | RWE         | Nee (definitief) (wordt batterijpark) | 200 MW   | Nee                   |